# Kahlenberg (Adelsgeschlecht)

Wappen des Geschlechts Kahlenberg aus Siebmachers Wappenbuch

Die Herren vom Kahlenberg waren ein uradliges Geschlecht der Kurmark Brandenburg.
Die Familie hatte ursprünglich die Besitzung Barnewitz, Paaren und Buschow im Havelland, Perwenitz im Glien zu Rangsdorf, Lichterfelde, Schönow und Schulzendorf bei Teltow sowie Wilmersdorf, Görlsdorf und Quilitz im Land Lebus.
Als einer der letzten Vertreter starb der preußische Oberst Alexander Wilhelm von Kahlenberg († 29. Juli 1787) in Berlin. Er war mit Anna Louise Henriette von Rottberg († 8. März 1795) verheiratet. Deren Sohn Alexander Wilhelm als letzter männliche Vertreter der Familie. Er war mit  Louise Friederike Caroline Ernestine von Vigny verheiratet. Das Paar hatte noch zwei Töchter:
- Caroline Wilhelmine Gottliebe  (* 19. Februar 1804)
- Alexandrine Adolphine Theodore (* 12. April 1806)

Mit seinem Tod ist die Familie im Mannesstamm erloschen.

## Siebmacher
In Siebmacher’s Wappenbuch heißt es: „Kahlenberg Eingeborenes Geschlecht der Churmark Brandenburg, wohl nur noch auf sehr wenigen Augen stehend, wenn nicht seit Kurzem erloschen. ... Schon im 13. Jahrh. urk. erwähnt.“